# Glorioso (1755)
El Glorioso fue un navío de línea de la Real Armada Española, construido en los Reales Astilleros del Arsenal de Ferrol. Su nombre de advocación era San Francisco Javier.

## Construcción
Junto con sus 11 gemelos, fue ordenado el 15 de junio de 1752, su quilla fue puesta sobre la grada en 1752 y fue botado en 1755. Pertenecía a la serie conocida popularmente como los Doce Apóstoles o del Apostolado, construidos todos simultáneamente en los Reales Astilleros de Esteiro de Ferrol por el constructor británico Rooth, entre 1753 y 1755. Entró en servicio en 1755 con 68 cañones, al igual que todos los demás de la serie, aunque después llegó a portar 74 cañones. Su nombre perpetuó la gesta del navío Glorioso, botado en 1740.

## Historial
En abril de 1759 estaba destinado en el departamento de Ferrol al mando del capitán de navío José de San Vicente. 
En 1759, bajo el mando del capitán de navío Juan Ignacio Salaverría, forma parte de la escuadra al mando del teniente general Juan José Navarro, Marqués de la Victoria. Zarpó de Cádiz el 29 de agosto de 1759 con una escuadra de otros diez navíos, dos fragatas y dos tartanas con destino a Nápoles, para recoger al nuevo rey Carlos III. El 28 de septiembre llegan al puerto italiano, donde se les unen otros cuatro navíos españoles y uno napolitano. El rey embarcó en el Real Fénix el 7 de octubre y arribó a Barcelona el 17 de octubre.
A finales de marzo de 1760 se encontraba en la bahía de Cádiz, donde en mayo de 1761 se le realizan diversas reformas en el Arsenal de la Carraca. 
En julio de 1763 zarpó de Cartagena al mando del capitán de navío Francisco Treviño, junto con la fragata Astrea y cuatro jabeques, en un crucero contra los piratas argelinos, tras lo cual regresan a Cartagena en octubre. 
En junio de 1764 zarpó de Cádiz escoltando un convoy de tropas rumbo a Veracruz, y regresa a la bahía gaditana en agosto de 1765 trasportando fondos económicos tras haber hecho escala en La Habana.
Por Real Orden de 7 de agosto de 1770 queda en situación de excluido en Cartagena junto con los navíos Aquiles y Terrible. 
A finales de junio de 1779, al declarar España la Guerra a Gran Bretaña en el contexto de la Guerra de Independencia de los Estados Unidos, se ordena que vuelva a armarse.
En 1781, toma el mando del capitán de navío Francisco de Borja, y con él participa en la escolta desde Cádiz a los jabeques que trasladaron a Algeciras las cañoneras y bombardas para el sitio de Gibraltar. Ya como brigadier, al ser ascendido Francisco de Borja el 19 de junio, se encuentra en la segunda campaña del canal de la Mancha con la escuadra de Luis de Córdova y Córdova y la francesa al mando del conde de Guichen. En Brest se separan ambas escuadras y la española llega a Cádiz el 23 de septiembre de 1781. Hasta acabar el año participa en la escolta de convoyes procedentes de La Habana y otras misiones.
El 2 de enero de 1782 zarpó de Cádiz rumbo al Mar Caribe al mando del brigadier Francisco de Borja con los navíos San Felipe Apóstol, San Pedro Apóstol y Santo Domingo, la fragata Nuestra Señora de la O y la corbeta Santa Catalina, escoltando un convoy de tropas. En abril de 1782 se encontraba en el puerto francés de Guárico, Santo Domingo. 
El 6 de enero de 1782 zarpó de La Habana con una escuadra de nueve navíos y dos fragatas, como el navío insignia del jefe de escuadra Francisco de Borja, para escoltar un convoy de tropas de setenta mercantes. Esta escuadra se dirige a Guárico para llevar tropas españolas destinadas a la proyectada expedición a Jamaica. Desde aquel puerto realiza varias misiones hasta la firma de la paz con los británicos, momento en que traslada al ejército de Gálvez a La Habana desde Santo Domingo. 
En 1783, estando asignado en la plaza de Cartagena, se armó una escuadra para partricipar en una operación de castigo contra la plaza de Argel, aunque finalmente no llegó a participar en los combates. Igualmente aconteció con un ataque en 1784. El 14 de enero de 1793, al mando del brigadier Francisco Delgado Valderrama, partió de Cartagena con destino Cádiz. El 28 de octubre de 1793 arribó a Tolón transportando un Batallón del Regimiento Córdoba y 80 artilleros, y se incorpora a la escuadra del teniente general Juan de Lángara. Parte de Tolón el 27 de noviembre dando escolta a dos urcas y una fragata mercante. El 21 de diciembre se incorpora en Cádiz a la escuadra del teniente general Francisco de Borja para la campaña de éste en el mar Cantábrico. 
En marzo de 1795 se encuentra al mando del capitán de navío José Aguirre, asignado de nuevo a la escuadra del teniente general Juan de Lángara en el mar Mediterráneo. El 18 de junio, en compañía de la fragata Santa Sabina, detiene y conduce a Barcelona a la fragata danesa Gran Turco. A finales de 1795 permanece con la misma escuadra, pero al mando del teniente general José de Mazarredo. 
Participa en la batalla de cabo San Vicente del 14 de febrero de 1797, bajo el mando del capitán de navío Juan de Aguirre, con la escuadra del teniente general José de Córdoba y Ramos. Debido a su pobre actuación, el capitán Aguirre fue degradado e inhabilitado en Consejo de Guerra. 
Entre 1797 y 1799 permaneció en el puerto de Cádiz con la escuadra al mando de José de Mazarredo, bloqueada por la escuadra británica del almirante John Jervis.
En 1800 se encontraba en Málaga y se procedía a su armamento por Real Decreto de 10 de junio de 1800 firmado en Madrid por el duque de Berg. 
En enero de 1805 se prepara de forma precipitada y queda al mando del capitán de navío José Meléndez y Bruna. Entre el 15 de febrero y el 2 de abril de ese año está bajo el mando del brigadier Dionisio Alcalá Galiano. Aprovechando el levantamiento del bloqueo británico, efectúa salidas desde Cádiz varios días del mes de mayo para adiestrar a la tripulación y el 29 de mayo vuelve a zarpar para proteger un convoy de lanchas con destino a Sanlúcar de Barrameda, pero ante la presencia de cuatro fragatas y un bergantín británico, llega a Tenerife el 24 de junio y permanece en Canarias hasta finales de septiembre, desde donde partió para arribar a Málaga el 21 de octubre de 1805, día de la batalla de Trafalgar. 
En 1806 zarpó de Málaga con dos embarcaciones menores para dar protección a un convoy de 27 mercantes con armas y pertrechos (que originalmente estaban destinados a reforzar las tropas al mando de Santiago de Liniers en Río de la Plata) para la ciudad de Cádiz. El 14 de julio, a la altura de La Atunara se enfrenta a varios buques de guerra y corsarios británicos. Después de un combate de doce horas consiguió pasar el convoy sin pérdidas. 
A principios de 1810 se hallaba en Cádiz en mal estado con la escuadra del teniente general Ignacio María de Álava, cuando la ciudad es asediada por el ejército francés. En septiembre de 1810 es trasladado a Mahón junto con otros cinco navíos para evitar que caiga en poder de los franceses. 
Fue desguazado en Cartagena en 1815.